# Wolfgang Grams
Wolfgang Werner Grams, född 6 mars 1953 i Wiesbaden, död 27 juni 1993 i Bad Kleinen (Mecklenburg-Vorpommern), var en tysk medlem av den väpnade vänsterorganisationen Röda armé-fraktionen.
Den 27 juni 1993 skulle specialkommandot GSG 9 gripa Grams på järnvägsstationen i Bad Kleinen. Tumult uppstod, och Grams tog fram en pistol och sköt två av polismännen; den ene, Michael Newrzella, dog. Enligt den officiella versionen begick Grams därefter självmord genom att skjuta sig i huvudet. Han förblödde på ett av järnvägsspåren. Ett vittne hävdade dock att hon såg en polisman skjuta Grams i huvudet på nära håll. Den illa genomförda polisaktionen och de motstridiga uppgifterna framkallade en politisk skandal, och inrikesminister Rudolf Seiters ansåg sig tvingad att avgå.
Händelseförloppet i Bad Kleinen har fortsatt att omges av oklarheter.